# Kemlagi (plaats)
Kemlagi is een bestuurslaag in het regentschap Mojokerto van de provincie Oost-Java, Indonesië. Kemlagi telt 2352 inwoners (volkstelling 2010).